# Voo Panair do Brasil 026
O Voo Panair do Brasil 026 era uma linha aérea que ligava a América do Sul a Europa, sendo operado pela empresa Panair do Brasil. A linha aérea tinha seus terminais em Buenos Aires e Londres, sendo realizadas escalas no Rio de Janeiro, Lisboa e Paris. No dia 20 de agosto de 1962, durante a escala no Rio de Janeiro, a tripulação do Douglas DC-8 PP-PDT não conseguiu decolar da pista 14/32 do Aeroporto do Galeão. 
Apesar de a decolagem ter sido abortada, o DC-8 continuou rolando pela pista até atingir o seu final. Após colidir e derrubar o muro do aeroporto, o DC-8 atravessaria uma avenida e mergulharia nas águas da Baía de Guanabara. Dos 120 ocupantes da aeronave, 14 morreriam afogados (incluindo um bebê de poucos meses de idade).

## Aeronave
A Panair do Brasil entraria na era do jato com a aquisição do Caravelle e os Douglas DC-8. Esses últimos seriam empregados nas rotas internacionais entre a América do Sul e a Europa, onde substituiria o Douglas DC-7. A aeronave acidentada foi fabricada em 1961 e adquirida pela Panair do Brasil em março do mesmo ano, onde receberia o prefixo PP-PDT e o nome Bandeirante Brás Cubas.

## Acidente
O Voo 026 da Panair do Brasil teve início no Aeroporto Ezeiza, em Buenos Aires, na tarde de 20 de agosto de 1962. Após a decolagem , realizada as 16h15min, o voo transcorreu normalmente, tendo realizado uma rápida escala em Campinas (Viracopos) até a escala seguinte no aeroporto do Galeão, Rio de Janeiro. Após o pouso, a aeronave seria reabastecida e preparada para a travessia do Atlântico, enquanto que alguns passageiros embarcariam com destino a Europa.
Por volta das 22h30min, a tripulação iniciaria a corrida para a decolagem. Após ter alcançado 175 nós e ultrapassar V1 (último ponto de abortar a decolagem), o DC-8 não levantaria voo. Com isso, a tripulação iniciaria os procedimentos para abortar a decolagem. Mesmo utilizando os freios, reversão dos motores e o freio de emergência, a aeronave continuaria correndo em grande velocidade e ultrapassaria o final da pista, colidindo com o muro do aeroporto, perdendo um de seus motores, parte do trem de pouso e deixando um rastro de combustível por conta de um vazamento ocorrido nos tanques das asas. Após sair das dependências do aeroporto, o DC-8 atravessaria a avenida beira mar e mergulharia nas águas da Baía de Guanabara, incendiando-se em seguida. Os destroços do DC-8 flutuariam cerca de 25 minutos, permitindo que a maioria dos seus ocupantes conseguisse sair. Ainda assim, treze passageiros (incluindo um recém nascido) e uma tripulante morreriam afogados.

## Investigações

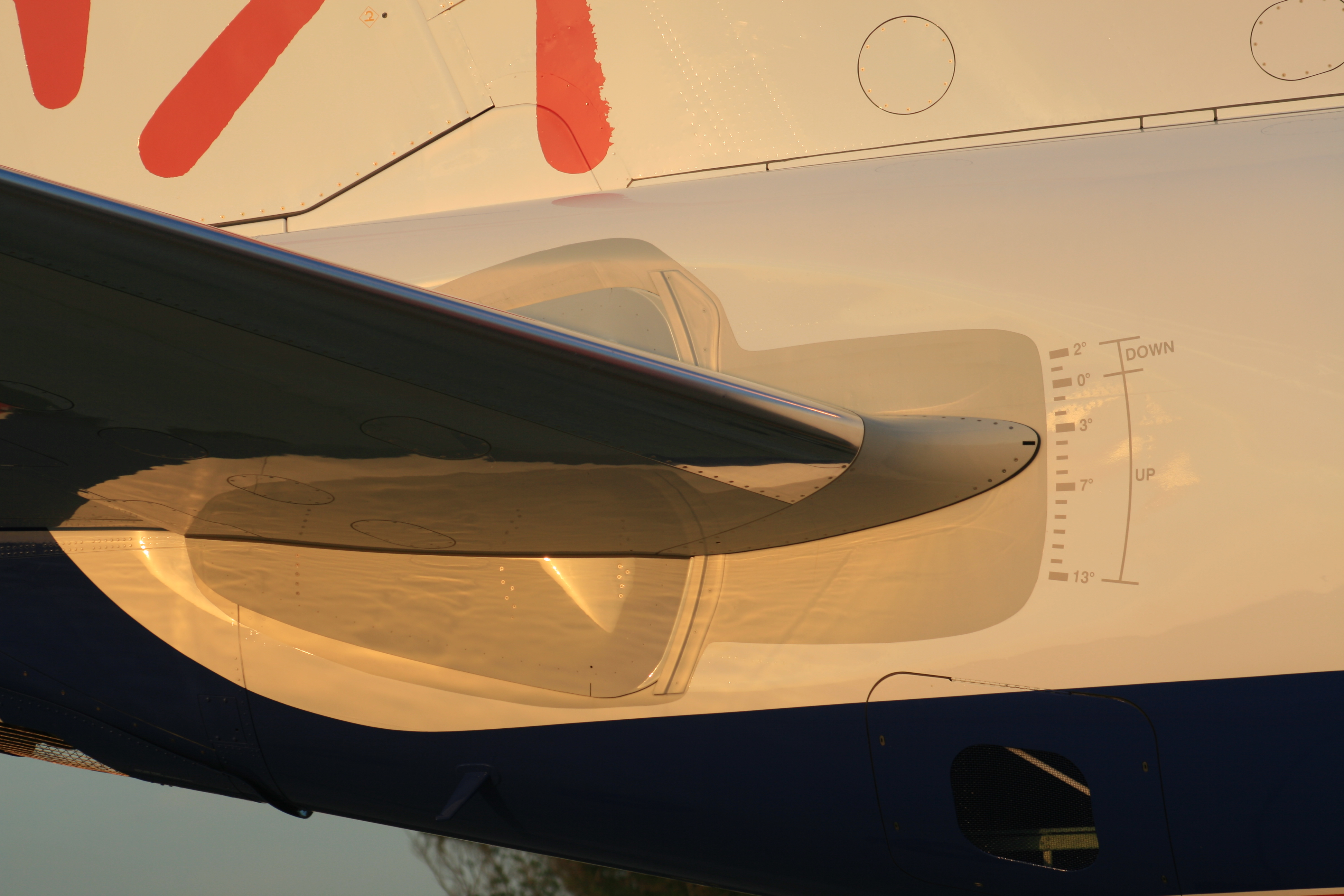
Vista de estabilizador horizontal de um Embraer 170. O ajuste incorreto do estabilizador horizontal impediu a decolagem do jato da Panair do Brasil.

Logo após o acidente, seria criada uma comissão de investigação. Com base nos destroços, depoimentos e principalmente no plano de voo, os investigadores concluiriam que a causa do acidente residia na configuração incorreta do estabilizador horizontal.
| “ | A causa do acidente foi a interrupção da decolagem quando o avião não conseguiu ser rodado a uma velocidade de 175 nós porque o estabilizador horizontal havia sido incorretamente ajustado para menos de um grau e três quartos negativos (nariz para baixo) ao invés de três graus positivos (nariz para cima). Contribuíram para o acidente a demora do piloto-em-comando em abortar a decolagem e a utilização de procedimento inadequado de rejeição das mesma | ” |

## Consequências
Após a Queda do Constellation PP-PDE, ocorrida poucos meses após o desastre com o DC-8 e um ano após o Desastre do Voo da Amizade, a Panair entraria em franca decadência. Em 1965, a empresa seria fechada pelo regime militar, por razões políticas e técnicas (onde os acidentes contribuiriam significativamente). Enquanto que suas rotas seriam entregues à Varig, suas aeronaves seriam repartidas entre a Varig e a Cruzeiro e/ou sucateadas.